# Itō Jakuchū
Itō Jakuchū (伊藤若冲) aussi connu sous le nom de Itō Shunkyō, de son vrai nom Itō Jokin, surnoms: Keiwa, Jakuchû et Tobei-an, né vers 1716 à Kyōto, mort en 1800 est un peintre japonais d'animaux et de fleurs.

## Biographie
Issu d'une famille aisée d'épiciers de Kyōto, il peut se consacrer à la peinture, libre de toutes contraintes économiques et même artistiques. Au monastère zen Shōkoku-ji de Kyōto, dont il est habitué, il a l'occasion d'étudier les peintures de fleurs et d'oiseaux de la Chine des Song (960-1279) et probablement aussi des Ming (1368-1644) et leur réalisme le marque sans doute, lui que le style conventionnel de l'école Kanō ne peut contenter.
Comme plusieurs autres artistes indépendants de son époque, il crée donc un style marqué par l'esprit positif ambiant où l'on retrouve mêlés des éléments Kanō et des enseignements de Maruyama Ōkyo (1733-1795), l'initiateur du réalisme pictural. On sait que Jakuchû habite une grande maison de la rue Nishiki, les halles de Kyōto, et ce quartier pittoresque contribue sûrement à développer son goût pour la réalité de la chose peinte, ainsi que les animaux et les oiseaux qu'il élève dans son jardin dont un paon et un perroquet, très rares au Japon à cette époque, et diverses sortes de coqs. Il a ainsi sous les yeux une nature suffisamment riche pour ne pas avoir à recourir à des anecdotes ou à des thèmes poétiques.
De 1758 à 1770, il exécute trente grands tableaux composés de fleurs, d'oiseaux et de poissons, véritable histoire naturelle en couleurs qu'il offre au Shōkoku-ji et qui sont aujourd'hui dans les collections impériales. Le grand incendie qui ravage Kyōto en 1788 lui fait perdre sa fortune et sa maison, aussi se retire-t-il dans un monastère où il peut poursuivre son activité à l'écart des courants professionnels. Les Coqs au cactus, vaste composition qui orne les portes à glissière (fusuma) au temple Saifuku-ji d'Osaka, sont le fruit de ses longues recherches
Observateur aigu, il parvient, par une stylisation exagérée, à donner à ses animaux une expression pleine de vigueur, voire de majesté. Le contraste des couleurs vives et de l'or est accentué par un immense cactus, témoin de sa curiosité pour les plantes exotiques. Son réalisme aboutit à une sorte d'expressionnisme, trait exceptionnel dans la peinture japonaise, qui explique l'intérêt croissant que l'on porte actuellement à cet artiste qui fait figure d'isolé.

## Vidéographie
- (ja) NHKハイビジョンスペシャル 『神の手をもつ絵師 若冲』前後編、2001.

## Galerie
|  |  |  |  |